# 545564 Sabonis
545564 Sabonis è un asteroide troiano di Giove del campo troiano. Scoperto nel 2011, presenta un'orbita caratterizzata da un semiasse maggiore pari a 5,2771776 au e da un'eccentricità di 0,0500827, inclinata di 5,02335° rispetto all'eclittica.